# Horacio Sánchez
Horacio Sánchez Aguirre (Ciudad de México, México 6 de julio de 1978) es un exfutbolista mexicano que jugaba de delantero. Es sobrino del también exfutbolista Hugo Sánchez. Debutó el domingo 13 de abril de 1997.

## Trayectoria

### Clubes
| Club                      | País                | Año       | Partidos | Goles | Media |
| ------------------------- | ------------------- | --------- | -------- | ----- | ----- |
| Club Universidad Nacional | México              | 1997-2001 | 44       | 8     | 0.18  |
| Club León                 | México              | 2001-2002 | 9        | 0     | 0     |
| Club Universidad Nacional | México              | 2002-2003 | 11       | 0     | 0     |
| Lagartos de Tabasco       | México              | 2003-2004 | 4        | 0     | 0     |
| Altamira Fútbol Club      | México              | 2004-2005 | 14       | 2     | 0.14  |
| Alacranes de Durango      | México              | 2010      | 2        | 0     | 0     |
| Total en su carrera       | Total en su carrera | 1997-2010 | 84       | 10    | 0.12  |

## Selección nacional
Su primer llamado a la selección mexicana, fue durante la Copa USA 2000, siendo Hugo Sánchez el encargado de llevar la dirección en dicha competencia, llamada comando puma esto porque los Pumas de la UNAM, fueron designados para disputar los encuentros de dicho evento donde tiene una gran actuación marcando un doblete frente a Sudáfrica y uno frente a Irlanda disputó tres encuentros con el tri marcando tres goles.

### Participaciones en fases finales
| Competición   | Categoría | Sede           | Resultado    | Partidos | Goles |
| ------------- | --------- | -------------- | ------------ | -------- | ----- |
| Copa USA 2000 | Absoluta  | Estados Unidos | Tercer lugar | 3        | 3     |
| Total         | –         | –              | –            | 3        | 3     |

### Partidos internacionales
| # | Fecha               | Rival          | Sede         | Estadio                       | Resultado | Competición   |
| - | ------------------- | -------------- | ------------ | ----------------------------- | --------- | ------------- |
| 1 | 4 de junio de 2000  | Irlanda        | Nueva Jersey | Memorial Stadium              | 2 - 2     | Copa USA 2000 |
| 2 | 6 de junio de 2000  | Sudáfrica      | Los Ángeles  | Los Angeles Memorial Coliseum | 4 - 2     | Copa USA 2000 |
| 3 | 11 de junio de 2000 | Estados Unidos | Los Ángeles  | Los Angeles Memorial Coliseum | 0 - 3     | Copa USA 2000 |

### Goles internacionales
| # | Fecha              | Rival     | Marcador | Resultado | Competición   |
| - | ------------------ | --------- | -------- | --------- | ------------- |
| 1 | 4 de junio de 2000 | Irlanda   | 2-0      | 2-2       | Copa USA 2000 |
| 2 | 7 de junio de 2000 | Sudáfrica | 3-1      | 4-2       | Copa USA 2000 |
| 3 | 7 de junio de 2000 | Sudáfrica | 4-1      | 4-2       | Copa USA 2000 |

## Palmarés

### Distinciones individuales
| Distinción              | Año  |
| ----------------------- | ---- |
| Goleador de la Copa USA | 2000 |